# Comunitat de comunes del Pays de Barr
La Comunitat de comunes del Pays de Barr (oficialment: Communauté de communes du Pays de Barr) és una Comunitat de comunes del departament del Baix Rin, a la regió del Gran Est.
Creada al 2013, està formada 20 municipis i la seu es troba a Barr.

## Municipis
1. Andlau
2. Barr
3. Bernardvillé
4. Blienschwiller
5. Bourgheim
6. Dambach-la-Ville
7. Eichhoffen
8. Epfig
9. Gertwiller
10. Goxwiller
11. Heiligenstein
12. Le Hohwald
13. Itterswiller
14. Mittelbergheim
15. Nothalten
16. Reichsfeld
17. Saint-Pierre
18. Stotzheim
19. Valff
20. Zellwiller